# Slachthuis (Stadskanaal)

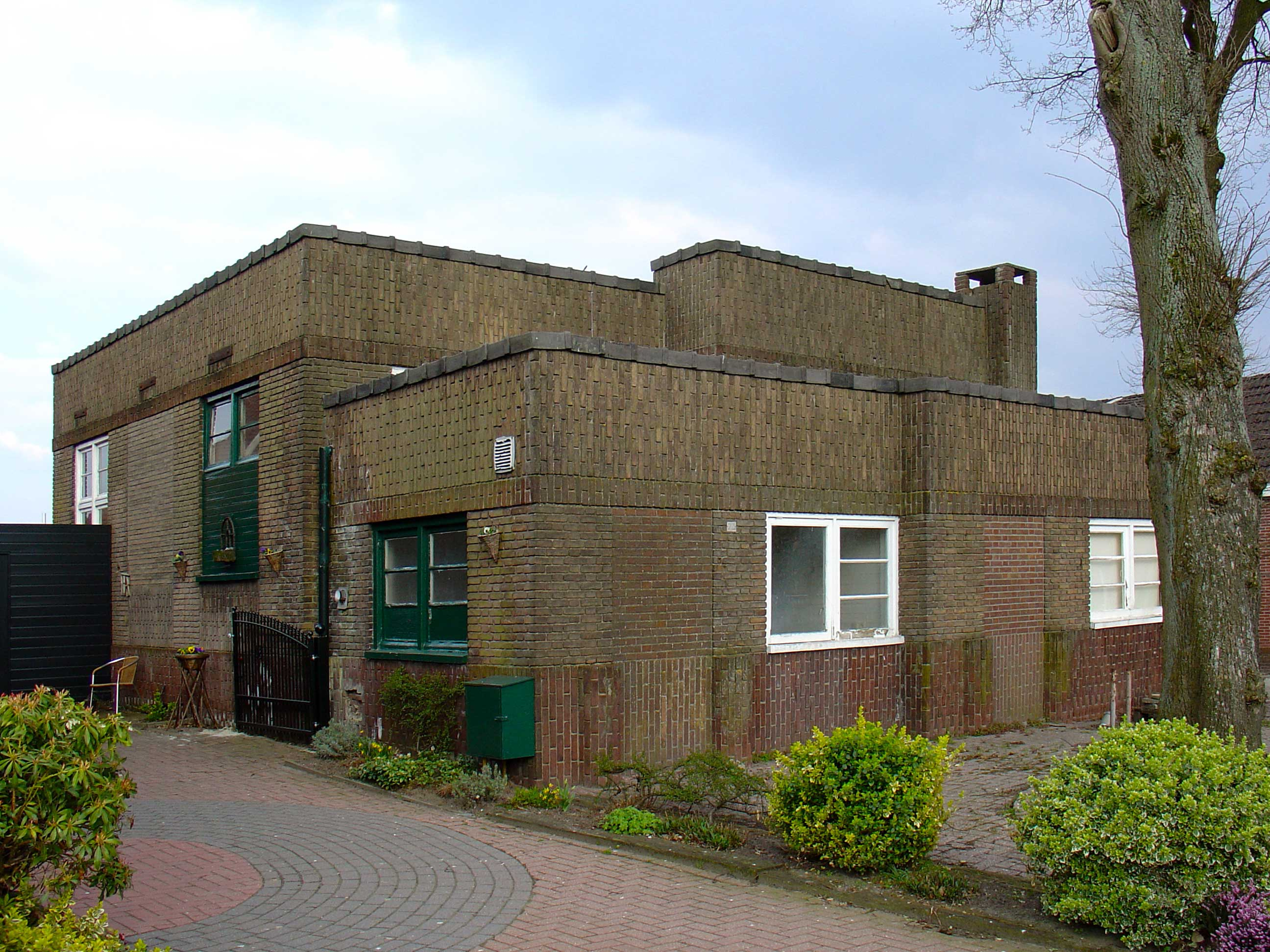
Het vermoedelijk door gemeentearchitect Linzel ontworpen slachthuis aan de Oosterstraat te Stadskanaal

Het slachthuis in Stadskanaal is een monumentaal pand aan de Oosterstraat in de Nederlandse plaats Stadskanaal.
Het slachthuis werd als gemeentelijk noodslachthuis in 1925 ontworpen waarschijnlijk door de toenmalige gemeentearchitect van de vroegere gemeente Onstwedde Otto Linzel. Het gebouw is vormgegeven in een kubistisch expressionistische stijl die doet denken aan de Amsterdamse School.
Het kubistisch karakter van het gebouw blijkt bijvoorbeeld uit de kubusachtige bouwvolumes van verschillende hoogten, die tezamen het slachthuis vormen. Het gebouw is erkend als rijksmonument onder meer vanwege de kubistische vormgeving en vanwege de zeldzaamheid van dit type gebouw in de provincie Groningen.
Aanvankelijk deed het gebouw dienst als gemeentelijk slachthuis. In 1984 kwam het in particuliere handen. In 2008 verhuisde de slachter naar elders en kwam het gebouw leeg te staan. Het gebouw is gekocht door de gemeente Stadskanaal.